# ریچارد لوسیان پیج
ریچارد لوسیان پیج (انگلیسی: Richard Lucian Page; december ۲۰, ۱۸۰۷۹ اوت ۱۹۰۱ (۹۳ ساله)) فرد نظامی اهل ایالات متحده آمریکا بود.